# Афцаджы дзуар
Афцаджы дзуар (осет. Æфцæджы дзуар — букв. «святой перевала») — в осетинской мифологии является грозным духом-божеством, во владении которого находятся ущелья и перевалы.

## История
Афцаджы дзуар имеет довольно переменчивый характер, поэтому от его самочувствия и настроения зависело благополучие жителей ущелий и гор. Для умилостивления Афцаджы дзуара в каждом ущелье ставились несколько святилищ в виде груды камней. На этих святилищах путники приносили жертву в виде трёх пирогов, мелкими монетами или кусками разноцветной материи, которую привязывали на ближайших к жертвеннику деревьях.

## Источник
- А. Б. Дзадзиев и др. Этнография и мифология осетин, Владикавказ, 1994 г., стр. 32, ISBN 5-7534-0537-1